# Barbu à tête brune
Psilopogon zeylanicus
Espèce
Statut de conservation UICN

 LC  : Préoccupation mineure
Le Barbu à tête brune (Psilopogon zeylanicus, anciennement Megalaima zeylanica) est une espèce d'oiseaux de la famille des Megalaimidae dont l'aire de répartition s'étend de l'Inde au Népal et au Sri Lanka.

## Liste des sous-espèces
D'après la classification de référence (version 5.2, 2015) du Congrès ornithologique international, cette espèce est constituée des sous-espèces suivantes (ordre phylogénique) :
- Megalaima zeylanicus inornatus (Walden, 1870)
- Megalaima zeylanicus caniceps (Franklin, 1831)
- Megalaima zeylanicus zeylanicus (Gmelin, 1788)

## Galerie d'images

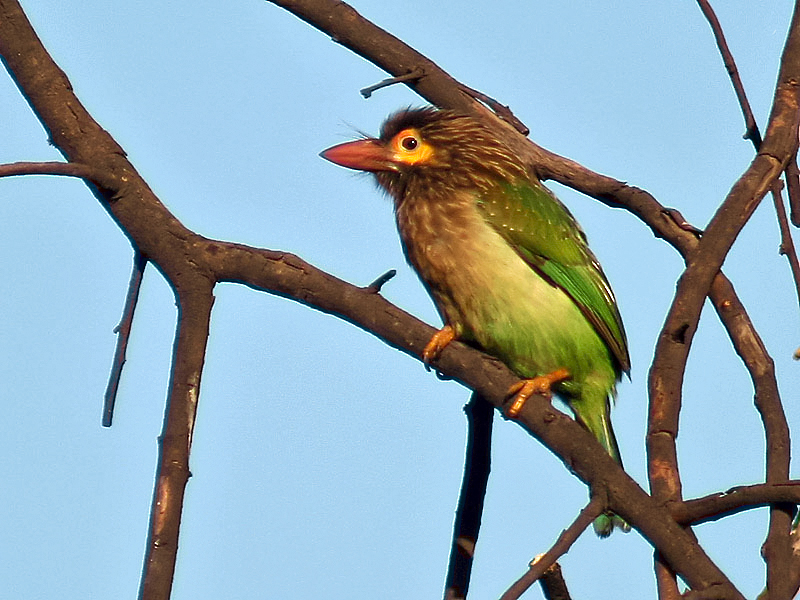
Bharatpur, Rajasthan, Inde.
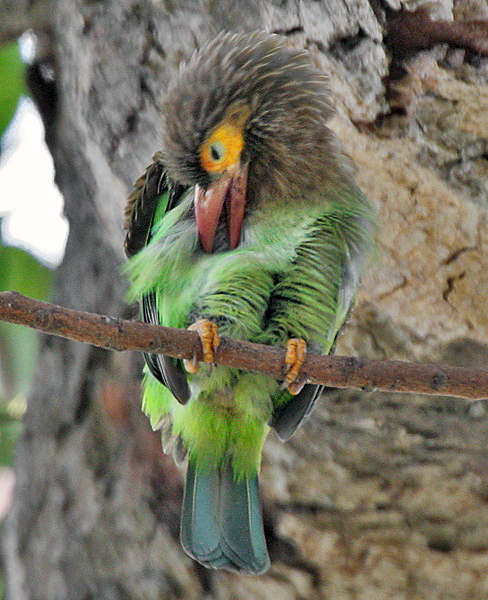
Keoladeo National Park, Bharatpur, Rajasthan, Inde.
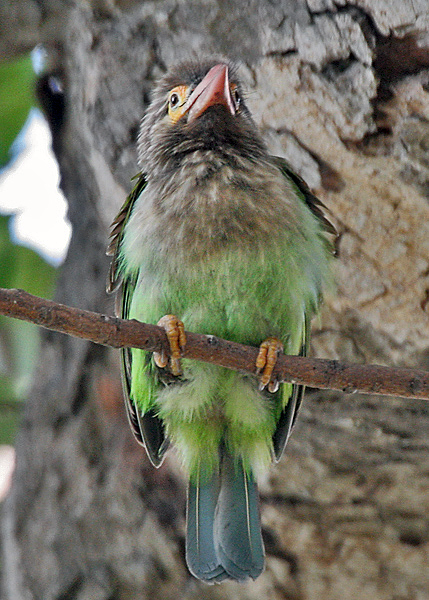
Keoladeo National Park, Bharatpur, Rajasthan, Inde.
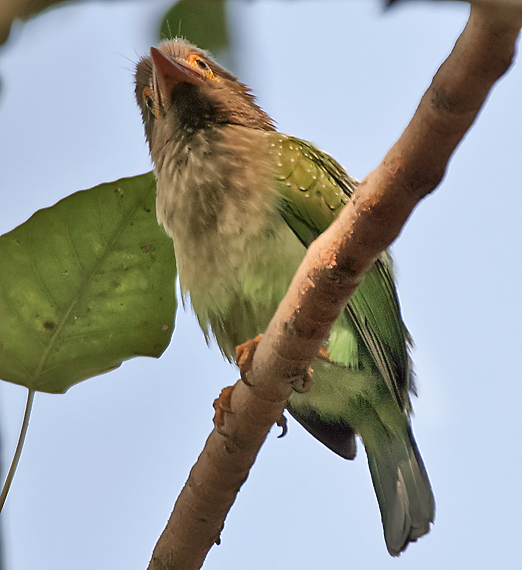
Keoladeo National Park, Bharatpur, Rajasthan, Inde.
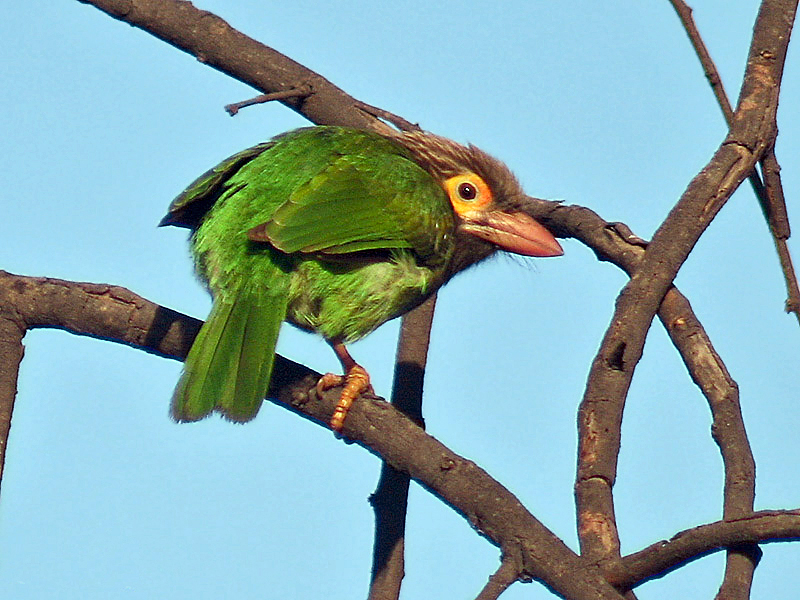
Bharatpur, Rajasthan, Inde.
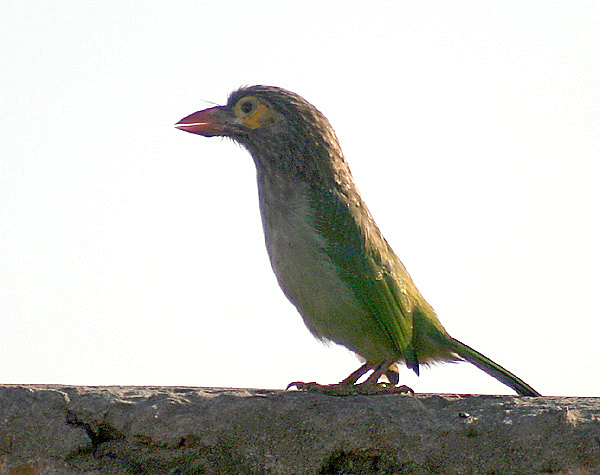
Hodal à Faridabad District de Haryana, Inde.
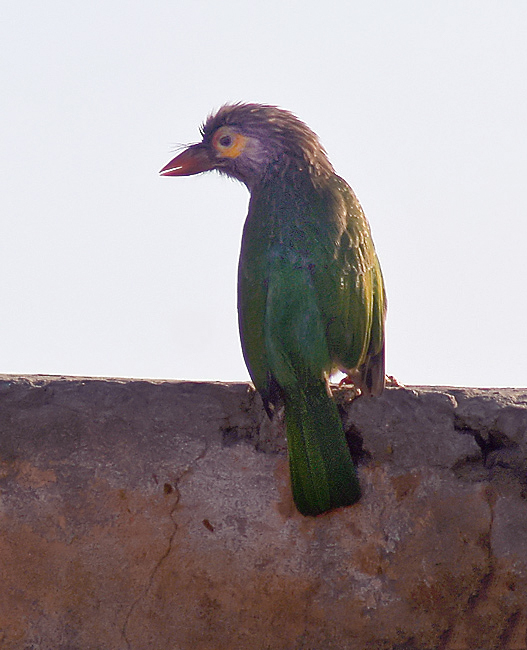
Hodal à Faridabad District de Haryana, Inde.
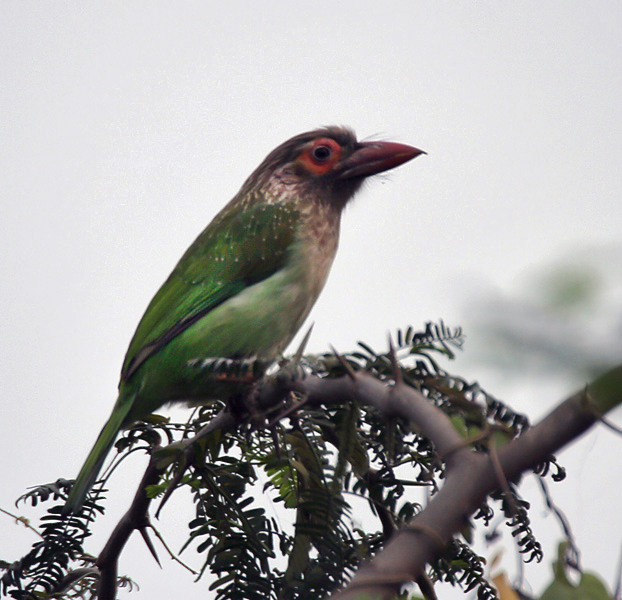
Delhi, Inde.
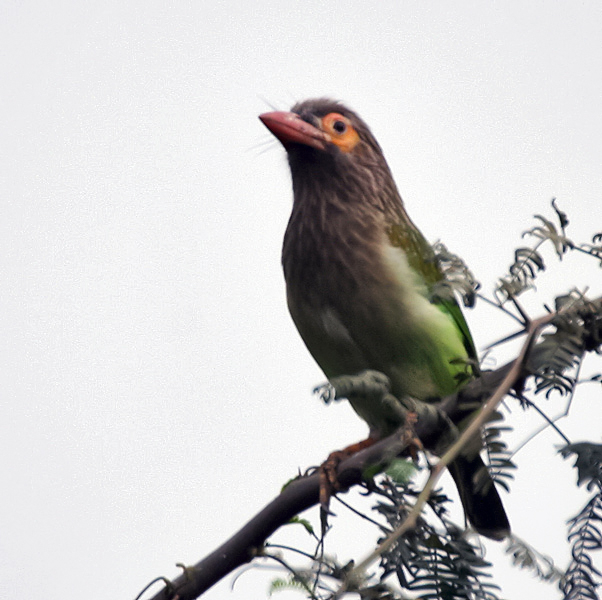
Delhi, Inde.